# Helsby
Helsby est un village, paroisse civile et quartier électoral du comté de Cheshire, en Angleterre.

## Géographie
Helsby comptait en 2011 une population de 4 972 habitants.